# Estación Herrmann-Debroux

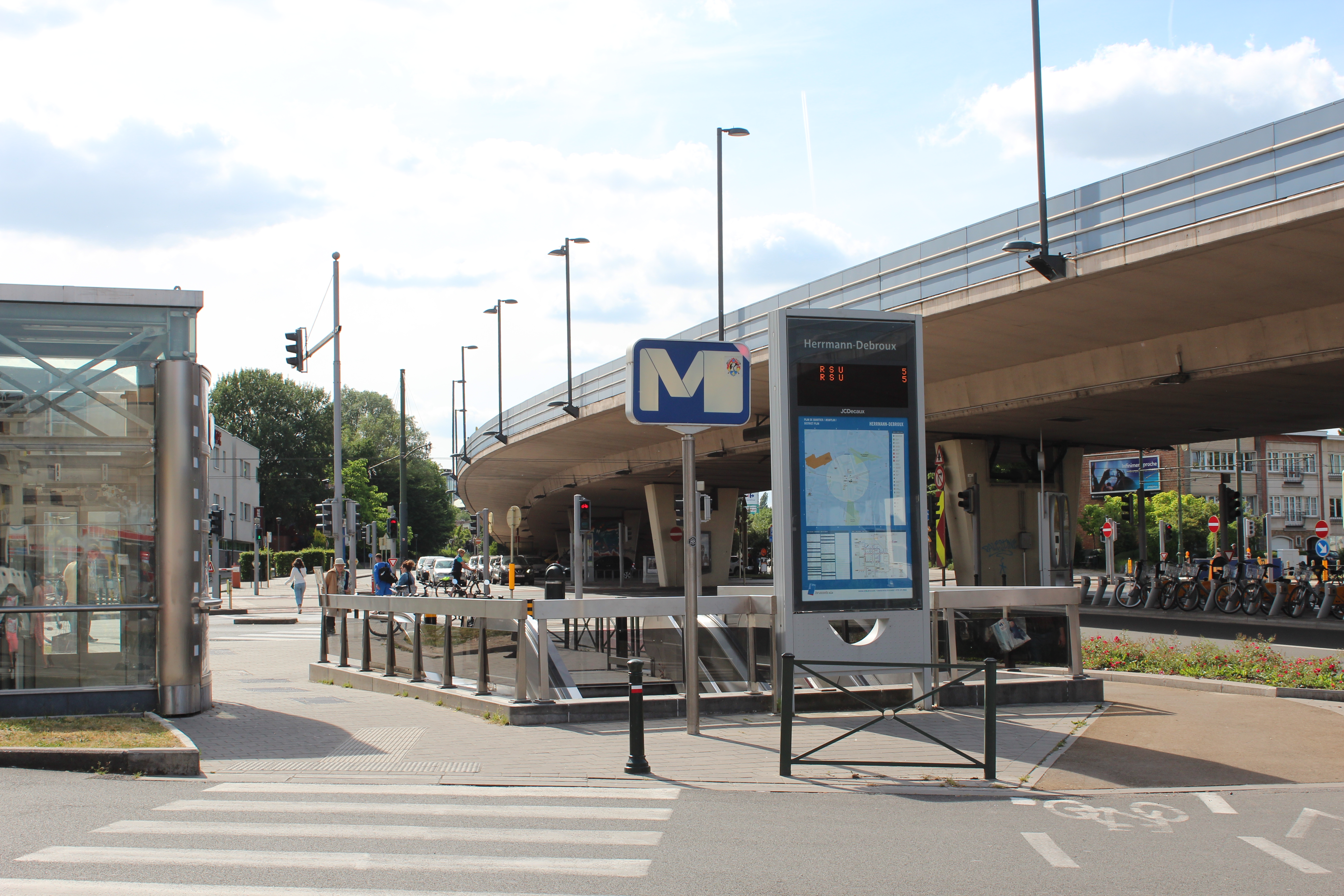
Entrada por escalera mecánica o ascensor.

Herrmann-Debroux es una estación de metro de Bruselas ubicada en Auderghem, que sirve de terminal oriental de la línea 5. La estación se inauguró en 1985. Lleva el nombre del político belga y alcalde de Auderghem entre 1912 y 1921, Carl Herrmann-Debroux.

## Arte en la estación de metro Herrmann-Debroux
Herrmann-Debroux actualmente alberga tres obras de arte de 1985; una pintura llamada "The fall of Troy" por Jan Cox inspirada en el tema Iliad, una escultura llamada "L'Aviateur" por Roel D'Haese en el lado de llegada, y una escultura llamada "Ode aan een bergrivier" por Rik Poot en el lado de salida. 

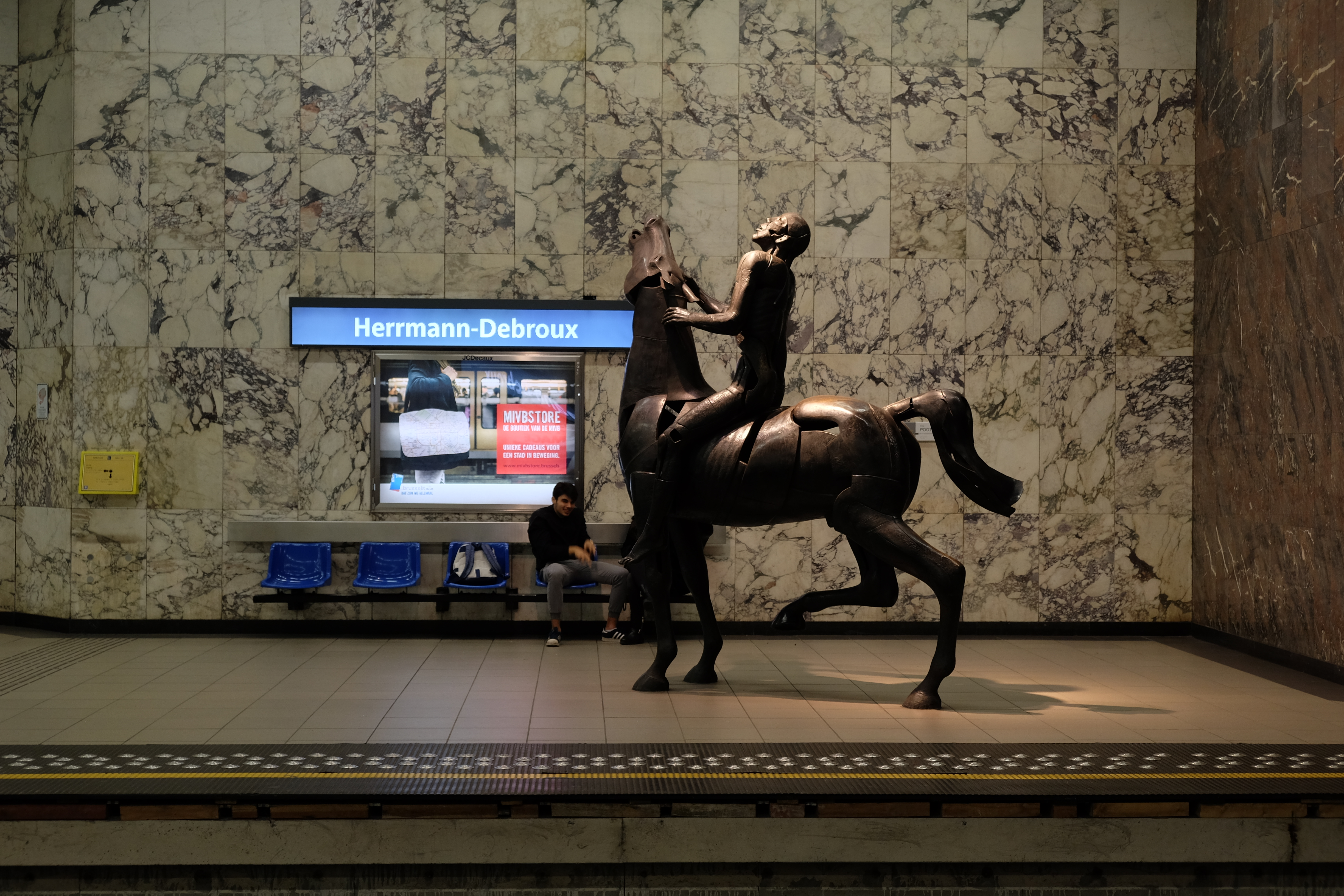
"Ode aan een bergrivier" por Rik Poot
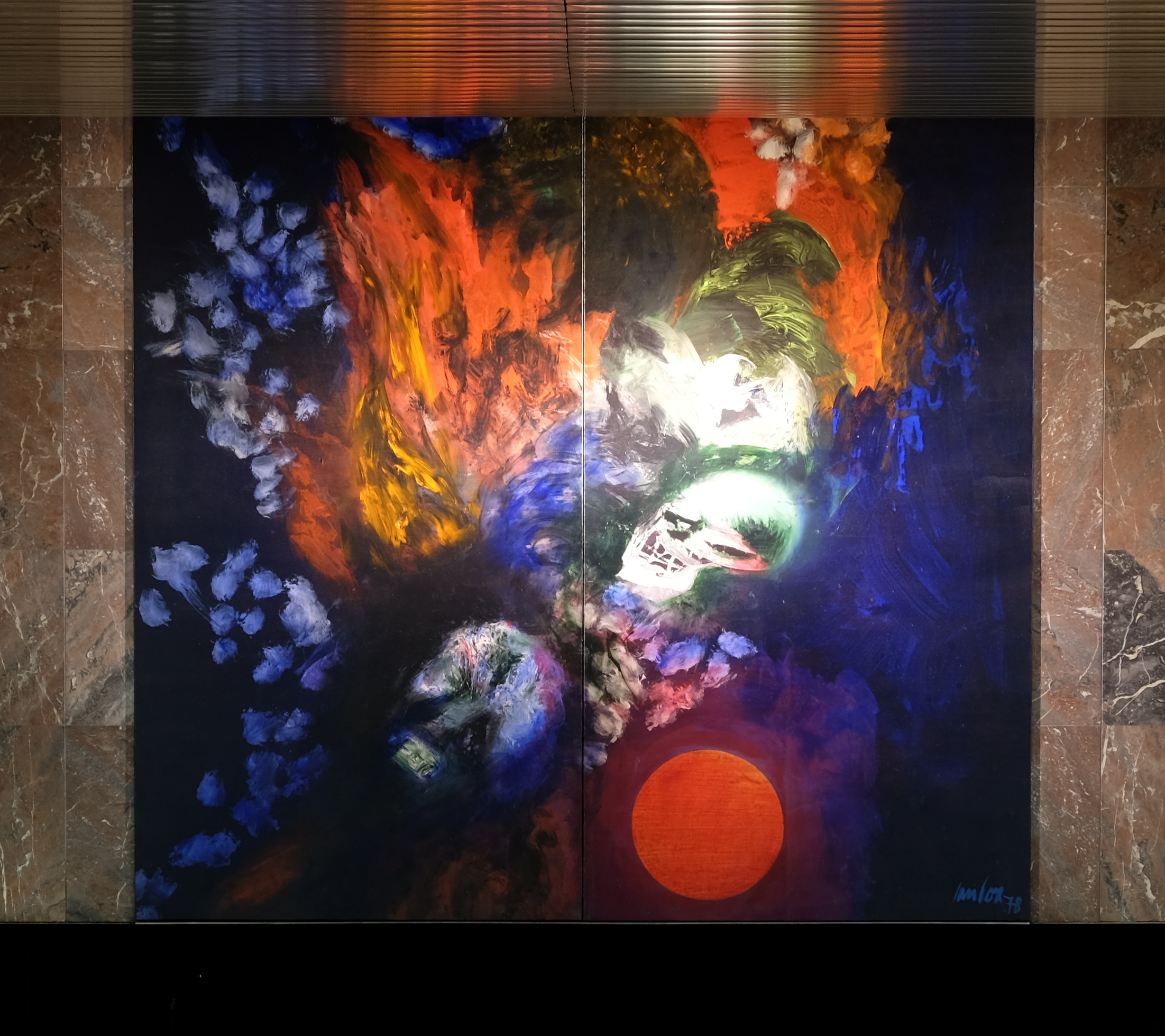
"The Fall of Troy" por Jan Cox
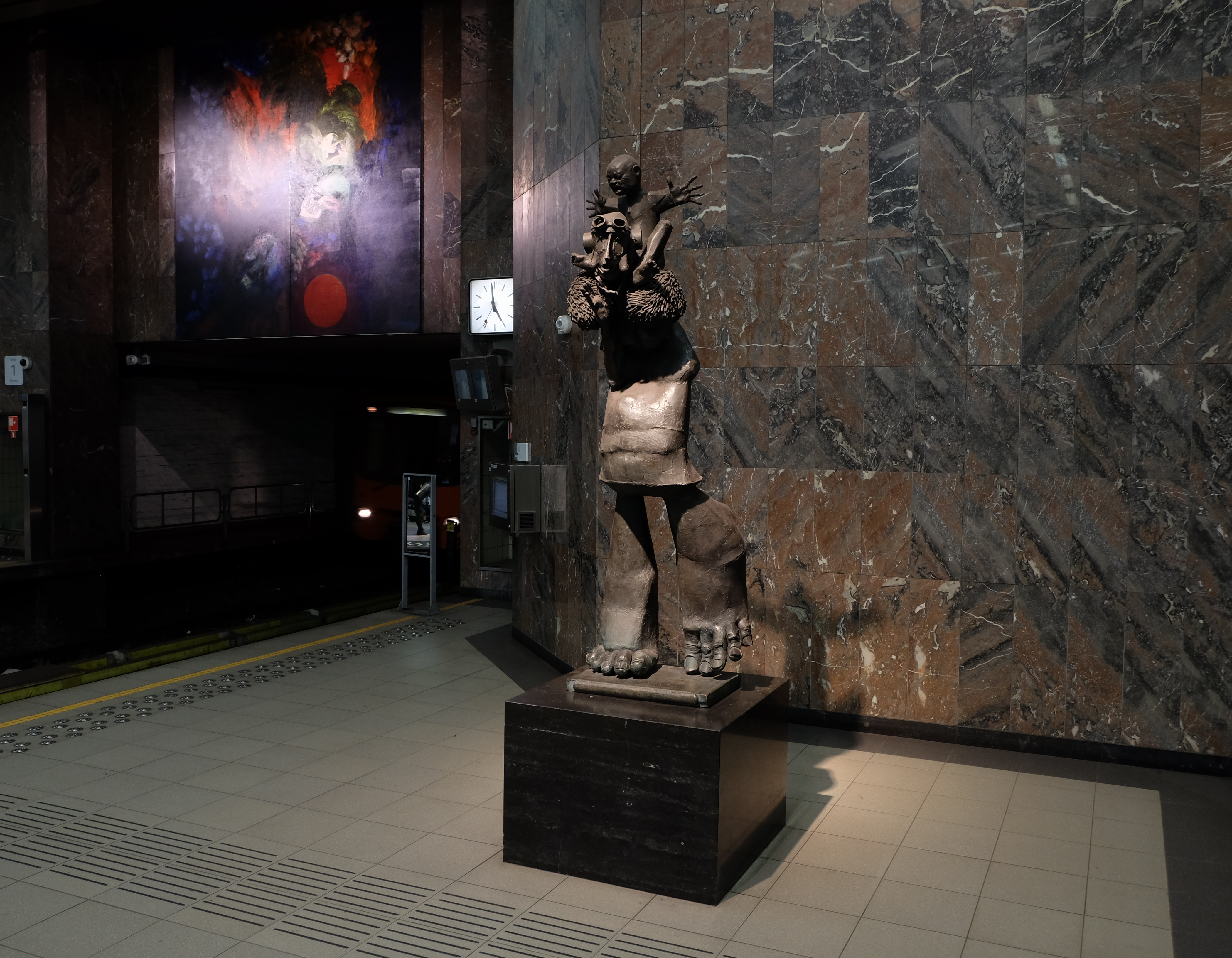
"L’Aviateur" por Roel D'Haese